# Ізвору (Тісеу, Бузеу)
Ізвору (рум. Izvoru) — село у повіті Бузеу в Румунії. Адміністративний центр комуни Тісеу.
Село розташоване на відстані 93 км на північний схід від Бухареста, 18 км на захід від Бузеу, 114 км на захід від Галаца, 92 км на південний схід від Брашова.

## Населення
За даними перепису населення 2002 року у селі проживали 300 осіб, усі — румуни. Усі жителі села рідною мовою назвали румунську.